# Critérium International 2003
Il Critérium International 2003, settantaduesima edizione della corsa, si svolse dal 29 al 30 marzo su un percorso di 294 km ripartiti in 3 tappe, con partenza e arrivo a Charleville-Mézières. Fu vinto dal francese Laurent Brochard della Ag2r Prévoyance davanti al tedesco Jens Voigt e al francese David Moncoutié.

## Tappe
| Tappa  | Data     | Percorso                                                        | km    | Vincitore di tappa | Leader cl. generale |
| ------ | -------- | --------------------------------------------------------------- | ----- | ------------------ | ------------------- |
| 1ª     | 29 marzo | Charleville-Mézières > Charleville-Mézières                     | 187,5 | Damien Nazon       | Damien Nazon        |
| 2ª     | 30 marzo | Les Mazures > Monthermé                                         | 98,5  | Laurent Brochard   | Laurent Brochard    |
| 3ª     | 30 marzo | Charleville-Mézières > Charleville-Mézières (cron. individuale) | 8,5   | Jens Voigt         | Laurent Brochard    |
| Totale | Totale   | Totale                                                          | 294   |                    |                     |

## Dettagli delle tappe

### 1ª tappa
- 29 marzo: Charleville-Mézières > Charleville-Mézières – 187,5 km

| Pos. | Corridore      | Squadra        | Tempo    |
| ---- | -------------- | -------------- | -------- |
| 1    | Damien Nazon   | Brioches La B. | 4h30'47" |
| 2    | Aurélien Clerc | Quick Step     | s.t.     |
| 3    | Fabian Wegmann | Gerolsteiner   | s.t.     |

| Pos. | Corridore      | Squadra        | Tempo    |
| ---- | -------------- | -------------- | -------- |
| 1    | Damien Nazon   | Brioches La B. | 4h30'36" |
| 2    | Carlos Da Cruz | FDJ            | a 2"     |
| 3    | Aurélien Clerc | Quick Step     | a 5"     |

### 2ª tappa
- 30 marzo: Les Mazures > Monthermé – 98,5 km

| Pos. | Corridore        | Squadra      | Tempo    |
| ---- | ---------------- | ------------ | -------- |
| 1    | Laurent Brochard | AG2R         | 2h28'34" |
| 2    | Francisco Pérez  | Milaneza-MSS | a 10"    |
| 3    | David Moncoutié  | Cofidis      | a 13"    |

| Pos. | Corridore        | Squadra      | Tempo    |
| ---- | ---------------- | ------------ | -------- |
| 1    | Laurent Brochard | AG2R         | 6h59'21" |
| 2    | Francisco Pérez  | Milaneza-MSS | a 10"    |
| 3    | David Moncoutié  | Cofidis      | a 13"    |

### 3ª tappa
- 30 marzo: Charleville-Mézières > Charleville-Mézières (cron. individuale) – 8,5 km

| Pos. | Corridore        | Squadra         | Tempo  |
| ---- | ---------------- | --------------- | ------ |
| 1    | Jens Voigt       | Crédit Agricole | 10'14" |
| 2    | Andreas Klöden   | Telekom         | a 4"   |
| 3    | Laurent Brochard | AG2R            | a 5"   |

| Pos. | Corridore        | Squadra         | Tempo    |
| ---- | ---------------- | --------------- | -------- |
| 1    | Laurent Brochard | AG2R            | 7h09'40" |
| 2    | Jens Voigt       | Crédit Agricole | a 22"    |
| 3    | David Moncoutié  | Cofidis         | a 23"    |

## Classifiche finali

### Classifica generale
| Pos. | Corridore             | Squadra                | Tempo    |
| ---- | --------------------- | ---------------------- | -------- |
| 1    | Laurent Brochard      | Ag2r Prévoyance        | 7h09'40" |
| 2    | Jens Voigt            | Crédit Agricole        | a 22"    |
| 3    | David Moncoutié       | Cofidis                | a 23"    |
| 4    | Andreas Klöden        | Team Telekom           | a 24"    |
| 5    | Sylvain Chavanel      | Brioches La Boulangère | a 28"    |
| 6    | Tyler Hamilton        | Team CSC               | a 30"    |
| 7    | Juan Carlos Domínguez | Phonak Hearing Systems | a 31"    |
| 8    | José Alberto Martínez | Euskaltel-Euskadi      | s.t.     |
| 9    | Patrik Sinkewitz      | Quick Step             | s.t.     |
| 10   | Francisco Pérez       | Milaneza-MSS           | a 34"    |